# Дебальцівське
Дебальцівське (до 2016 року — Кому́на) — село Дебальцівської міської громади Горлівського району Донецької області, Україна. Населення становить 679 осіб.

## Розташування
Село розташоване на сході Донецької області, у південній частині Бахмутського району за 56 кілометрів від обласного центру. Скельні виходи у межах Комуни пов'язані з розташування у межах Донецького кряжу. Ґрунти, переважно, чорноземні, зустрічаються також супіщані, суглинні та солончакові.
Однією з головних проблем населеного пункту зокрема і району загалом — нестача якісної питної води. Село знаходиться у межах дії континентального клімату, середньорічні температури у межах району — +7,3 °C, а кількість опадів, у середньому, становить 501 мм.
Найбільші вулиці: Центральна, Північна, Ювілейна, Дорожня, 40-річчя Жовтня, Садова, Степова та Молодіжна.

## Історія

### Війна на сході України
29 січня 2015 року внаслідок обстрілу терористичними формуваннями постраждала 68-річна мешканка села Дебальцівське, терміново доставлена в лікарню Артемівська із мінно-вибуховою травмою. 7 лютого внаслідок обстрілу терористами пенсіонерка 1938 року народження була вбита у своєму дворі.
5 березня 2015-го терористи вирізали серце фермеру Олександру Ясинському, який дав воду українським бійцям.

## Населення
За даними перепису населення 2001 року у селі проживали 679 осіб. У 1989 році після кривавих подій у Середній Азії до села переїхало понад 100 турків.
Рідною мовою назвали:
| Мова       | Кількість осіб | Відсоток |
| ---------- | -------------- | -------- |
| українська | 341            | 50,22 %  |
| російська  | 186            | 27,39 %  |
| білоруська | 2              | 0,29 %   |
| інші       | 150            | 22,10 %  |

## Політика
Голова сільської ради — Бондарєв В'ячеслав Олександрович, 1958 року народження, член Партії регіонів, вперше обраний у 2006 році.
До складу Комунівської сільської ради входить 12 депутатів, усі 12 від Партії регіонів.

## Економіка
У населеному пункті діють такі підприємства:
- Сільськогосподарське товариство з обмеженою відповідальністю «Успіх»;
- Селянське (фермерське) господарство «Бурьонка»;
- Госпрозрахункове комунальне підприємство комунівської сільської ради;
- Сільськогосподарське товариство з обмеженою відповідальністю «Рента»;
- Фермерське господарство «Олексій»;
- Фермерське господарство «Андрій»;
- Селянське фермерське господарство «Амур»;
- Сільськогосподарське товариство з обмеженою відповідальністю «Агрокапітал».

## Соціальна сфера
У селі діють Комунівський сільський Будинок культури (вул. Центральна, 1), бібліотека (філіал № 15).

## Пам'ятки
У селі розташована братська могила радянських воїнів Південного і Південно-Західного фронтів.

## Відомі люди
- Костянтин Васильєв — нагороджений орденом Трудового Червоного Прапора[13];
- Іван Скоробагатий — нагороджений орденом Трудового Червоного Прапора[14].

## Цікаві факти
- 28 липня 1984 року, у рамках робочої поїздки, село відвідав Михайло Горбачов, на той час — член Політбюро ЦК КПРС.[15]